# Richard W. Tsien
Richard Winyu Tsien (né le 3 mars 1945 dans le Xian de Dafang) est un ingénieur électricien et neurobiologiste américain d'origine chinoise. Il a été professeur de neurosciences sur la chaire Druckenmiller, président du département de physiologie et de neurosciences et directeur du NYU Neuroscience Institute au New York University Medical Center  et également professeur émérite de l'École de médecine de l'université Stanford,,,.

## Jeunesse et éducation
Tsien est né à Dading, Guizhou, Chine et est un descendant de Qian Liu (Tsien Liu), roi de Wuyue. Peu de temps après sa naissance, la famille de Tsien émigre aux États-Unis. Tsien obtient son baccalauréat en sciences en 1965 et sa maîtrise en sciences en 1966, tous deux en génie électrique au Massachusetts Institute of Technology. Tsien obtient  ensuite une bourse Rhodes et  part étudier, de 1966 à 1969, au Royaume-Uni au Wadham College d'Oxford. Tsien obtient un doctorat en philosophie (DPhil) en biophysique à l'Université d'Oxford en 1970.

## Carrière et recherche
De 1968 à 1970, Tsien est chercheur junior dans le cadre du programme Weir à l'University College d'Oxford et de 1969 à 1970, il est chargé de cours (teaching fellow)  au Balliol College d'Oxford .
En 1970, Tsien  retourne aux États-Unis. Il est  professeur assistant au département de physiologie de la faculté de médecine de l'université Yale de 1970 à 1974, puis professeur associé de1974 à 1979  dans le même département et nommé professeur titulaire en 1979.
En 1988, Tsien part pour Stanford et fonde le département de physiologie moléculaire et cellulaire de l'université de Stanford, dont il a également été le premier directeur. De 1991 à 2001, Tsien est directeur, sur la chaire Silvio Conte, du centre de recherche en neurosciences des Instituts nationaux de santé mentale. De 1988 à 2011, Tsien est professeur sur la chaire George D. Smith au département de physiologie moléculaire et cellulaire. De 2000 à 2011, Tsien est codirecteur du Stanford Brain Research Center,.

## Recherche et responsabilités
Tsien a réalisé des travaux importants sur les canaux calciques, leurs mécanismes et leurs rôles dans les voies de signalisation cellulaire. Ses recherches permettent de comprendre la plasticité à long terme des synapses.
De 1987 à 1988, Tsien est président de la Society of General Physiologists (en). En août 2000, Tsien est président de la section de neurobiologie de l'Académie nationale des sciences des États-Unis .
Tsien a formé de nombreux étudiants et postdoctorants qui ont ensuite occupé des postes influents dans le domaine des neurosciences, parmi lesquels Karl Deisseroth, Edward Boyden, Feng Zhang. Son laboratoire a accueilli notamment Katie Eyring, Nataniel Mandelberg ou Evan Rosenberg, Julie Kauer.

## Prix et distinctions (sélection)
- 1985, Prix Kenneth S. Cole (pour ses contributions à la biophysique des membranes )
- 1991, 1995, 1999, Prix Kaiser pour l'enseignement exceptionnel et innovant, de l'Université de Stanford
- 1993, Prix Magnes, de l'Université hébraïque de Jérusalem
- 1994, Élection à l'Académie nationale de médecine (États-Unis).
- 1996, Lauréat « Perspectives in Physiology: Walter B. Cannon Memorial Lecture », de la Société américaine de physiologie[11]
- 1996, Élection à l'Academia sinica
- 1997, Élection membre de l'Académie nationale des sciences des États-Unis (NAS)
- 1998, Élection à l'Académie américaine des arts et des sciences
- 2000, Élection membre de la Société de biophysique
- 2014, Conférence Bard, Université Johns Hopkins

## Liens personnels
Le plus jeune frère de Tsien, Roger Y. Tsien, biochimiste, est prix Nobel de chimie 2008. 